# Памятник Фёдору Апраксину
Памятник Фёдору Апраксину — бюст, расположенный на Петровской площади города Выборга, при въезде на Крепостной мост.

## История
Идея установки на Петровской площади памятника морской тематики возникла в 90-х годах XX века.

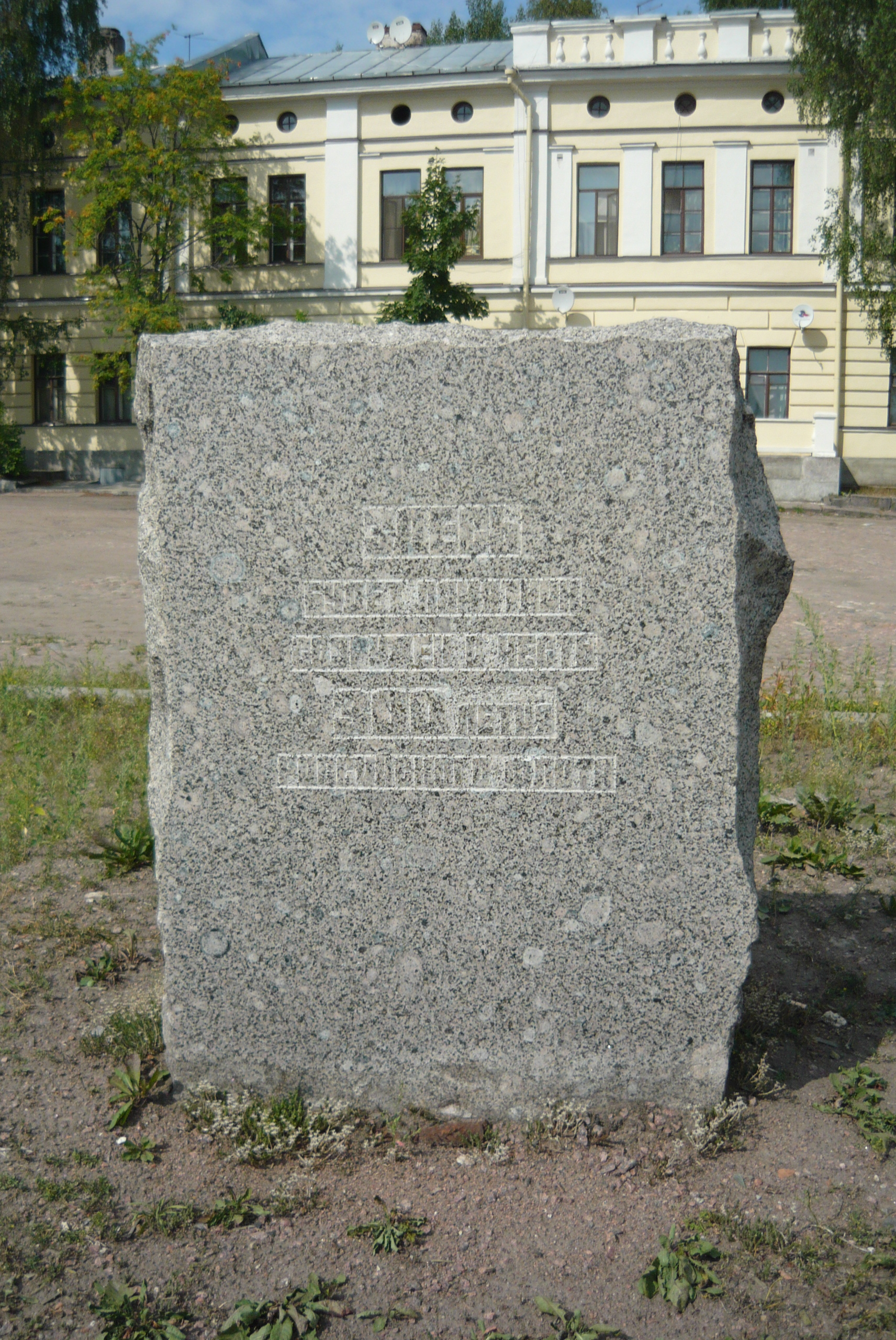
Закладной камень в 2010 году

В 1996 году на площади был установлен закладной камень с надписью: «Здесь будет памятник сооружён в честь 300-летия Российского Флота». Однако к воплощению идеи в жизнь приступили только в 2009 году, когда в ходе подготовительных мероприятий к празднованию 300-летия взятия Выборга часть Петровской набережной получила название набережной Адмирала Апраксина (ранее имя графа Апраксина, сподвижника Петра I, было увековечено лишь в топонимах Апраксин двор и Апраксин переулок в Санкт-Петербурге). Тогда же был объявлен конкурс на создание памятника генерал-адмиралу Фёдору Апраксину (1661—1728), торжественное открытие которого, состоявшееся 19 июня 2010 года, было приурочено к 300-летию взятия Выборга русскими войсками, которыми и командовал граф Апраксин, удостоенный за эту победу ордена Андрея Первозванного. Данный памятник является единственным монументом, возведённым в честь Фёдора Апраксина.
Авторами проекта памятника, победившего в конкурсе в 2009 году, являются - профессор кафедры скульптуры Художественно-промышленной академии имени А. Л. Штиглица Е. Б. Волкова, П. П. Вандышев, архитекторы доцент В. П. Тимонин и профессор В. М. Чурилин. Однако воплощение замысла осуществил народный художник России, ректор Академии художеств, скульптор А. С. Чаркин (1937-2017). 

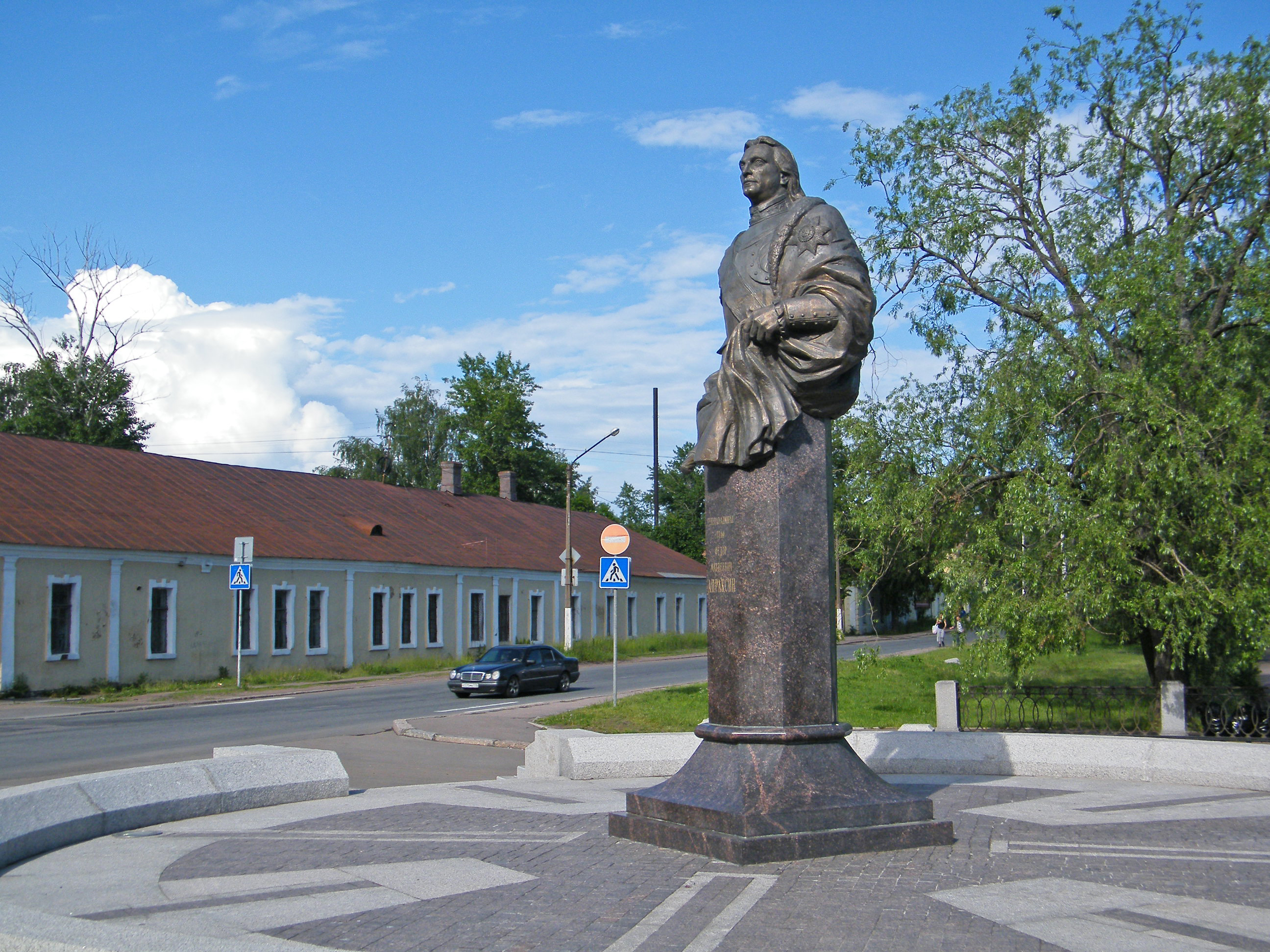
Памятник в 2012 году

Высота бронзового бюста (полуфигуры), установленного на гранитном постаменте, составляет 4,5 метра.
Спиной памятник обращён к Выборгскому замку, лицом — к памятнику Петру I. На лицевой стороне постамента золотом выгравирован текст: 

Генерал-адмирал

граф

Фёдор

Матвеевич

АПРАКСИН

Право на открытие монумента Апраксину было предоставлено губернатору Ленинградской области В. Сердюкову и президенту ОАО Российские железные дороги В. Якунину (попечителю благотворительных и историко-просветительских организаций, осуществлявших финансирование работ по сооружению памятника). Освящение провёл настоятель Спасо-Преображенского собора протоиерей Лев Церпицкий.
По мнению главного архитектора Выборга Олега Юрьевича Лиховидова, памятник органично вписался в городскую среду, создав смысловое завершение образовавшегося треугольника из скульптур: Кнутссона, Петра I и генерал-адмирала Апраксина.